# گلاسنوست
گِلاسنوست (به روسی: гл́асность) اصطلاحی روسی است که به یکی از سیاست‌های میخائیل گورباچف که در ۱۹۸۵ و پس از به رهبری رسیدن او در اتحاد شوروی شروع شد، اشاره دارد. این کلمه را در فارسی «فضای باز» یا «شفافیت» ترجمه کرده‌اند. در تاجیکستان این سیاست با نام «آشکاربیانی» معروف است. اهداف اصلی گلاسنوست عبارت بودند از: آزادی سیاسی (آزادی دین و عقیده، آزادی بیان) و مشارکت مردم در امور کشور.
گلاسنوست در اصل انتقال قدرتی بود از حزب کمونیست اتحاد شوروی (CPSU) که قدرت اصلی شوروی را در اختیار داشت به شوراها که طبق قانون اساسی کشور باید قدرت را از طریق انتخابات آزاد مردمی در دست می‌داشتند.